# Трудно быть богом (фильм, 1989)

Кира и Румата. Кадр из фильма

«Трудно быть богом» (нем. Es ist nicht leicht ein Gott zu sein) — фантастический фильм (1989) западногерманского режиссёра Петера Фляйшмана, поставленный по одноимённой повести братьев Стругацких.
Главное требование Стругацких состояло в том, чтобы для съёмок пригласили советского режиссёра, желательно Алексея Германа, но руководство «Совинфильма» решило по-своему и предпочло режиссёра из ФРГ Петера Фляйшмана (в дальнейшем из-за несговорчивости и тяжёлого характера постановщика авторы экранизируемого произведения прекратили контролировать процесс съёмок, и в итоге фильм крайне им не понравился).
Фляйшман задумал создать на основе социально-фантастической повести Аркадия и Бориса Стругацких масштабный фантастический боевик мирового уровня, и главную роль в нём должен был сыграть иностранный актёр (в расчёте на зарубежный рынок). Поэтому доном Руматой Эсторским (Антоном) в фильме стал польский актёр театра и кино Эдвард Жентара, который был хоть немного узнаваем «мировой общественностью».
Рядом с Ялтой были выстроены замечательные декорации — целый Арканар в натуральную величину. Бюджет был заложен (по меркам того времени) значительный. Съёмки фильма затянулись, и Фляйшману пришлось долго улаживать в Европе дела, связанные с переносом премьеры.

## Сюжет
Антон, сотрудник Института экспериментальной истории, под именем Руматы Эсторского забрасывается высокоразвитым человечеством на планету, живущую по средневековым законам. Его цель — быть сторонним наблюдателем и записывать наблюдаемую информацию. Будучи замаскированным под обычного обитателя планеты, он должен вести себя соответственно. Ему запрещено проповедовать, запрещено низлагать тиранов, изобретать, просвещать, запрещено убивать — наблюдатели не должны вмешиваться в ход чужой истории. Но, видя кругом чудовищную несправедливость, Румата решает взять в руки меч и вступить в бой… 

## Актёрский состав

### В главных ролях
- Эдвард Жентара — дон Рума́та Эсто́рский (Антон), сотрудник Института экспериментальной истории (озвучил Андрей Гриневич)
- Александр Филиппенко — дон Рэ́ба, главный министр
- Анн Готье — Кира
- Кристина Кауфман — дона Ока́на, фаворитка дона Рэбы
- Андрей Болтнев — Бу́дах, целитель
- Пьер Клеманти — король
- Юг Кестер — Цурэ́н Правдивый, поэт
- Михаил Глузский — оружейник Га́ук, изобрёл печатный станок, на базе которого специалисты дона Рэбы сделали аналог гильотины
- Элгуджа Бурдули — барон Па́мпа
- Бригит Доль — Анка, соученица Антона/Руматы
- Регимантас Адомайтис — дон Кондор (Александр Вейланд), резидент Института экспериментальной истории на планете[1]
- Вернер Херцог — Мита

### В эпизодических ролях
- Томас Шюкке — Ян
- Маркус Офф — Лукас
- Ангелика Томас — Изабелла
- Юра Нещеретный — принц
- Лев Перфилов — лже-Будах
- Илья Иванов — Вага Колесо, глава воровской гильдии
- Иван Герасевич — Цупик, инквизитор
- Михаил Крамар — отец Аба, инквизитор
- Вадик Капориков — Уно, слуга Руматы
- Нина Ильина — Сиула
- Арнис Лицитис — дон Рипат
- Вячеслав Ганенко — помощник Будаха
- Геннадий Храпунков — церемониймейстер
- Олег Исаев — дон Тамэо
- Сергей Озиряный — дон Пифа
- Геннадий Иванов — Багир Киссэнский

### В эпизодах
К. Тидье, А. Гебдовский, С. Дворецкий, Г. Дворников, Е. Дедова, И. Добровольский, Л. Зверховская, Т. Кирейко, Е. Коваленко, Л. Лобза, А. Лукьяненко, Э. Недбай, Ю. Нездыменко, А. Омельчук, А. Пашнин, В. Педченко, А. Переверзев, С. Пономаренко, Г. Сулима, Константин Шафоренко, К. Шмель, Зоя Недбай.

## Факты
- В фильме широко используется вертолёт Ми-2 совершенно нефутуристичного вида, лишь необычно окрашенный. В книге в качестве летательных аппаратов землян несколько раз упоминаются именно вертолёты (и однажды — дирижабль).
- В книге Арканар описывается как портовый город с добротными домами европейского типа; архитектура и инфраструктура Арканара по многим указанным признакам соответствует позднесредневеково-ренессансной Европе. В фильме основные декорации — пустынный пейзаж и сооружения, видимо, вырубленные в скале или выполненные из глины, вызывающие ассоциацию скорее с постройками Томбукту или Йемена. Многие сцены снимали на территории пещерного города Чуфут-Кале.
- В декорациях «Трудно быть богом» были сняты «Новые приключения янки при дворе короля Артура».
- Фильм не получил широкой популярности и вызвал сдержанные отзывы критики. Так, кинокритик и исследователь советской фантастики Всеволод Ревич, неоднократно упоминавший об этом фильме в связи с его выходом или касаясь творчества Стругацких, лишь отмечал работу А. Филиппенко, создавшего образ дона Рэбы, который «выходит за региональные и медиевистские рамки», и подчёркивал новые, антиутопические акценты в изображении землян, находящихся на Арканаре, — «холодных, внимательных людей».